# Cali Challenger 1997
Il Cali Challenger 1997 è stato un torneo di tennis facente parte della categoria ATP Challenger Series nell'ambito dell'ATP Challenger Series 1997. Il torneo si è giocato a Cali in Colombia dal 7 al 13 luglio 1997 su campi in terra rossa.

## Vincitori

### Singolare
Ramón Delgado ha battuto in finale  Sebastián Prieto con il punteggio di 6–3, 1–6, 7–6

### Doppio
Eduardo Medica /  Mariano Puerta hanno battuto in finale  Bernardo Martínez /  Marco Osorio con il punteggio di 7–6, 7–5